# Пойнт-оф-Рокс (Меріленд)
Пойнт-оф-Рокс (англ. Point of Rocks) — переписна місцевість (CDP) в США, в окрузі Фредерік штату Меріленд. Населення — 1886 осіб (2020).

## Географія
Пойнт-оф-Рокс розташований за координатами 39°16′41″ пн. ш. 77°31′45″ зх. д. / 39.27806° пн. ш. 77.52917° зх. д. (39.278094, -77.529162).  За даними Бюро перепису населення США в 2010 році переписна місцевість мала площу 2,85 км², уся площа — суходіл.

## Демографія
Згідно з переписом 2010 року, у переписній місцевості мешкало 1466 осіб у 490 домогосподарствах у складі 395 родин. Густота населення становила 514 особи/км².  Було 526 помешкань (184/км²).
Расовий склад населення:
| - 85,3 % — білих - 7,8 % — чорних або афроамериканців - 2,0 % — азіатів - 0,5 % — корінних американців - 1,8 % — осіб інших рас |

До двох чи більше рас належало 2,5 %. Частка іспаномовних становила 5,2 % від усіх жителів.
За віковим діапазоном населення розподілялося таким чином: 28,1 % — особи молодші 18 років, 65,6 % — особи у віці 18—64 років, 6,3 % — особи у віці 65 років та старші. Медіана віку мешканця становила 37,7 року. На 100 осіб жіночої статі у переписній місцевості припадало 93,9 чоловіків;  на 100 жінок у віці від 18 років та старших — 96,6 чоловіків також старших 18 років.
Середній дохід на одне домашнє господарство  становив 105 062 долари США (медіана — 100 000), а середній дохід на одну сім'ю — 112 427 доларів (медіана — 103 542). Медіана доходів становила 82 143 долари для чоловіків та 45 139 доларів для жінок. За межею бідності перебувало 4,0 % осіб, у тому числі 5,4 % дітей у віці до 18 років та 0,0 % осіб у віці 65 років та старших.
Цивільне працевлаштоване населення становило 833 особи. Основні галузі зайнятості: освіта, охорона здоров'я та соціальна допомога — 15,4 %, публічна адміністрація — 12,2 %, транспорт — 12,1 %.